# رضی‌الدین نیشابوری
رضی الدین ابوجعفر محمد نیشابوری دانشمند، فقیه، عارف و شاعر در قرن ششم قمری بوده است. تخلص وی رهی است.
مورخان از ویژگی کلاس‌های درس وی، زیادی شاگردان نوشته‌اند.

## زندگی
رضی الدین در نیشابور متولد شد؛ سال ولادت و زادروزش مشخص نیست. دوران جوانی و تحصیل را در نیشابور گذارند. در شهرهای بخارا، بلخ، سمرقند و مدتی هم کاشان سکونت داشت. او در سال ۵۸۲ هـ قمری در بخارا با فخر رازی مناظره‌ای داشت است. رازی دربارهٔ رضی الدین و مناظراتش نوشته:
رضی‌الدین نیشابوری مردی راست اندیش و دور از هر کژی، اما دیرفهم است و می‌باید برای تحصیل کلام در موارد جزئی تامّل و تفّکر بسیار نماید، او به عدل و انصاف عشق می‌ورزد و خیلی دیر اشتباه می‌کند یا دچار تشویش می‌شود.